# Consagrador
En l'Església Catòlica el consagrador és un bisbe que ordena un sacerdot a l'estat episcopal. El terme és utilitzat també en les Esglésies Catòliques Orientals i en l'Anglicanisme.

## Història
L'església històricament ha cercat reunir el més gran nombre possible de bisbes per l'elecció i pel ritu de consagració de nous bisbes. A causa de les dificultats de viatge, dels temps i de la freqüència de les consagracions, es difon la pràctica per la qual tots els bisbes pertanyents a la mateixa província eclesiàstica participessin al ritu de consagració episcopal.
Al Primer Concili de Nicea a més va ser decretat que «un bisbe hauria de ser triat entre tots els bisbes de la seva província, però si això és impossible a causa d'alguna urgent necessitat, o de la duració del viatge, almenys tres bisbes han de presenciar i procedir a la consagració, amb el permís escrit de l'absent». Les consagracions presidides directament del Papa estaven exentes de l'obligació dels tres bisbes. Sant Isidor va justificar el requisit dels tres bisbes amb el següent: «[El costum] per la qual un bisbe no ha de ser ordenat per un bisbe, sinó per tots els bisbes de la mateixa província, va ser notòriament instituïda a causa de les heretgies, per impedir que l'exercici tirànic de l'autoritat per part d'una sola persona no pugui intentar posar en el seu lloc alguna cosa contrària al [dipòsit de la] fe de l'Església».
Aquest acte testificava públicament la comunió dels bisbes amb la Santa Seu respecte dels nomenaments pontificis, el reconeixement del bisbe consagrat i de la seva jurisdicció en la diòcesi assignada, i la unitat de l'església local. El dret canònic i la litúrgia distingien la funció d'un bisbe anomenat consagrant principal, respecte dels altres dos bisbes, anomenats co-consagrants.

## Validesa
Per la validesa de la consagració episcopal és condició suficient que el ritu de consagració episcopal sigui celebrat almenys per un bisbe, en observança del ritu prescrit de l'Església i en particular de la fórmula sacramental, i que aquest bisbe sigui a la seva volta ja vàlidament consagrat des del moment de la celebració. Per bé que sigui suficient un sol bisbe, la presència de tres bisbes ha quedat com una regla estretament observada en l'Església Catòlica, i de vegades a les consagracions episcopals -en particular d'arquebisbes, metropolitans i patriarques- es presencia un nombre de bisbes superiors al mínim previst. L'única excepció a la regla dels tres bisbes és prevista en les esglésies missioneres, en les quals és particularment difícil garantir la seva participació: en tal circumstància, la Santa Seu consent designar dos sacerdots com assistents del bisbe consagrant, en substitució dels dos bisbes ordinàriament previstos.
Pel ordenar un bisbe diocesà, el consagrant principal és generalment l'arquebisbe metropolità, assistit de dos bisbes co-consagrants de la mateixa província eclesiàstica. El bisbe consagrat s'instal·la en la diòcesi d'assignació simultàniament a la ordenació, o en una data pròxima.
A més, és norma requerida que el consagrat i els tres celebrants (el consagrant principal i els dos co-consagrants) hagin estat nomenats directament o amb el consens del summe Pontífex. En canvi, aquesta praxi històrica ha estat derogada en circumstàncies particulars, com en la confirmació dels bisbes xinesos que van ser nomenats per les autoritats civils del Partit Comunista i col·laborant amb aquestes: les ordenacions, administrades sense la preventiva aprovació del Papa, van ser de seguida reconegudes com legitimes i valides per la Congregació de la doctrina de la Fe presidida aleshores pel cardenal Joseph Ratzinger, de conformitat amb les intencions també expressades pel papa Joan Pau II. Aquesta decisió va ser motivada pel fet que la conducta dels bisbes no revelés cap intenció cismàtica, sinó al contrari, una voluntat sincera de mantenir la comunió amb la Santa Seu, afirmant contextualment la validesa de tots els sagraments administrats d'aquesta primera generació de bisbes, incloses les consagracions episcopals, i la no interrupció de les línies de Successió apostòlica.

## Els co-consagradors
Els bisbes co-consacragradors (sacerdots en les confirmacions excepcionals) no són simples testimonis del ritu, ordinàriament per la seva naturalesa pública i solemne, però, juntament amb el principal consagrador, són els responsables de l'execució del ritu segons les prescripcions litúrgiques vigents. En particular, també els dos co-consagradors tenen el deure de imposar les mans sobre el cap del bisbe consagrat i de pronunciar la fórmula sacramental llatina Accipe spirit sanctum ("Rep l'Esperit Sant").